# The Message
Az 1982-es The Message a Grandmaster Flash and the Furious Five debütáló nagylemeze. A hiphop egyik legkiemelkedőbb albumának tartják, a The Message-t gyakran az egyik legfontosabb hiphop-dalnak nevezik.
Az album szerepel az 1001 lemez, amit hallanod kell, mielőtt meghalsz című könyvben.

## Az album dalai
|    | Cím                            | Szerző(k)                                                                                     | Hossz |
| -- | ------------------------------ | --------------------------------------------------------------------------------------------- | ----- |
| 1. | She's Fresh                    | Milton Edwards, Bobbie Knight                                                                 | 4:57  |
| 2. | It's Nasty                     | Chris Frantz, Tina Weymouth (Tom Tom Club)                                                    | 4:19  |
| 3. | Scorpio                        | Guy Todd Williams, K. Wiggins, Eddie Morris, Nathaniel Glover, Melvin Glover                  | 4:55  |
| 4. | It's a Shame (Mt. Airy Groove) | Stevie Wonder, Syreeta Wright, Lee Garrett, Curtis Daniel Harmon, James Lloyd                 | 4:57  |
| 5. | Dreamin'                       | Gary Henry, Eddie Morris, Melvin Glover, Guy Williams, Nathaniel Glover, Robert Keith Wiggins | 5:47  |
| 6. | You Are                        | Gary Henry, Eddie Morris, Melvin Glover, Guy Williams, Nathaniel Glover, Robert Keith Wiggins | 4:51  |
| 7. | The Message                    | Clifton Chase, Edward Fletcher, Melvin Glover, Sylvia Robinson                                |       |

## Közreműködők
- basszusgitár – Doug Wimbish
- gitár – Skip McDonald
- Prophet Sequential – Reggie Griffin, Jiggs, Sylvia Robinson
- billentyűk – Gary Henry, Dwain Mitchell
- dob – Keith Leblanc
- ütőhangszerek – Ed Fletcher
- rézfúvósok – Chops Horn Section

## Fordítás
Ez a szócikk részben vagy egészben a The Message (Grandmaster Flash and the Furious Five album) című angol Wikipédia-szócikk ezen változatának fordításán alapul.  Az eredeti cikk szerkesztőit annak laptörténete sorolja fel. Ez a jelzés csupán a megfogalmazás eredetét és a szerzői jogokat jelzi, nem szolgál a cikkben szereplő információk forrásmegjelöléseként.